# Lotte Kirkeby
Lotte Kirkeby (født 8. januar 1970 i Skive) er en dansk forfatter og oversætter.

## Baggrund
Kirkeby blev efter studentereksamen fra Skive Gymnasium og HF uddannet cand. mag. i litteraturhistorie og fransk fra Aarhus Universitet. Fra 1997 og ti år frem var hun ansat som redaktør ved forlaget Gyldendal.
Siden var hun bl.a. ansat som redaktionssekretær hos Dansk Journalistforbund og freelanceredaktør på forskellige forlag. Siden 2007 har hun arbejdet som selvstændig journalist, redaktør, oversætter, anmelder og forfatter.

## Forfatterskab
Kirkeby har gennem årene været medforfatter på flere fagbøger om bl.a. barsel, alderdom, skilsmisse, og i 2016 debuterede hun skønlitterært med novellesamling Jubilæum på forlaget Rosinante.
Hendes første roman, De Nærmeste fra 2019 blev samme år nomineret til Danmarks Radios Romanpris.
Kirkeby har siden 2019 været medlem af Danske skønlitterære Forfatteres bestyrelse.

I januar 2020 fulgte Kirkeby, sammen med otte andre forfattere og efter Rosinantes indlemmelse i Gyldendal og de facto nedlæggelse, med den tidligere forlagschef Jacob Søndergaard til det nyoprettede forlag Gutkind, ejet af svenske Bonnier Books.

## Udgivelser
- Jubilæum, Rosinante, 2016 (noveller)
- De Nærmeste, Rosinante, 2019 (roman)
- Limfjorden, Lindhardt og Ringhof, 2019 (antologi)[3]
- Hvis man ikke vidste bedre, Gutkind, 2022 (roman)
- Resten af sommeren, Gutkind, 2024 (roman)

## Priser, stipendier og legater
- Statens Kunstfonds arbejdslegat 2018

## Eksterne links
- Lotte Kirkeby – officiel website
- Lotte Kirkeby – Litteratursiden
- Lotte Kirkeby Hansen på Forfatterweb.dk
- Lotte Kirkeby Hansen – Rosinante Arkiveret 15. februar 2020 hos  Wayback Machine
- Jeg har en fornemmelse af, at verden, som jeg kender den, forsvinder - Femina